# Nuestra Belleza México 1999
Nuestra Belleza México 1999 (denominado Nuestra Belleza México Milenio) fue la 6.ª edición del certamen Nuestra Belleza México la cual se realizó en el Lienzo Charro de la ciudad de Pachuca, Hidalgo el viernes 10 de septiembre de 1999. Treinta y dos candidatas de toda la República Mexicana compitieron por el título nacional, el cual fue ganado por Leticia Murray de Sonora quien compitió en Miss Universo 2000 en Chipre. Murray fue coronada por la Nuestra Belleza México saliente Silvia Salgado, convirtiéndose en la tercera sonorense en ir a Miss Universo.
El título de Nuestra Belleza Mundo México 1999 fue ganado por Danett Velasco del Distrito Federal quien compitió en Miss Mundo 1999 en Reino Unido. Velasco fue coronada por la Nuestra Belleza Mundo México saliente Vilma Zamora, convirtiéndose en la tercera capitalina en ir a Miss Mundo.
Este año, la organización nacional adquirió la franquicia del certamen Miss Internacional, considerado el tercer concurso de belleza más importante del mundo, detrás de Miss Universo y Miss Mundo, por lo cual Lynette Delgado de Sinaloa fue designada al título Nuestra Belleza Internacional México 1999 al haber ganado el premio Miss Dorian Grey en el evento nacional y representaría al país en Miss Internacional 1999 en Japón, sin embargo renunció días después al título nacional. Tras la renuncia, fue designada como Nuestra Belleza Internacional México 1999 Graciela Soto de Morelos, convirtiéndose en la primera morelense en ir a Miss Internacional.
Semanas después de la final nacional, se hizo oficial la designación de Rosa María Aragón de Tamaulipas para participar en Reina Panamericana de la Belleza 1999. A principios del 2000 se hizo oficial la designación de Valeria de Anda de Quintana Roo rumbo a Miss Costa Maya International 2000 en Belice.
Antes de concluir su reinado, Leticia Murray fue designada por la organización nacional como la representante del país en Miss Internacional 2000 en Japón logrando colocarse dentro del Top 15.

## Resultados
| Posición                          | Candidata |
| Nuestra Belleza México 1999       | - Sonora - Leticia Murray |
| Nuestra Belleza Mundo México 1999 | - Distrito Federal - Danett Velasco |
| 1.ª Finalista                     | - Sinaloa - Lynette Delgado |
| 2.ª Finalista                     | - Morelos - Graciela Soto |
| 3.ª Finalista                     | - Tamaulipas - Rosa María Aragón |
| Top 10                            | - Aguascalientes - Yvette Roque - Baja California Sur - Clara Sández - Chihuahua - Mónica Enríquez - Guanajuato - María Espinosa - Nuevo León - Vanessa Valle |

## Áreas de competencia

### Final
La gala final fue transmitida en vivo a través del Canal de las Estrellas para todo México desde el Lienzo Charro de la ciudad de Pachuca, Hidalgo el viernes 10 de septiembre de 1999. La conducción del evento estuvo a cargo de Lupita Jones y Marco Antonio Regil.
El grupo de 10 semifinalistas se dio a conocer durante la competencia final, después del desfile en traje de baño y traje de noche de las 32 candidatas al no haber una competencia semifinal.
- Las 10 finalistas se sometieron a una ronda de comunicación, posteriormente 5 de ellas fueron eliminadas.
- Las 5 finalistas se sometieron a una pregunta final y posteriormente dieron una última pasarela, donde el panel de jueces consideró la impresión general que dejó cada una de las finalistas para votar y definir posiciones finales.

#### Jurado Final
Estos son los miembros del jurado que evaluaron a las concursantes:
- Joss Claude - Estilista
- Montserrat Olivier - Actriz, presentadora de televisión y modelo
- Rodolfo Cavalcanti - Presidente de la agencia de publicidad BBDO México
- Beatriz Calles - Diseñadora
- Juan José Origel - Periodista y presentador de televisión
- Maxine Woodside - Periodista
- Luz María Zetina - Nuestra Belleza México 1994 y actriz de televisión
- Nicole Roxin - Fotógrafo
- Gabriel Soto - Modelo México 1996, actor y cantante

#### Entretenimiento
- Intermedio: Elvis Crespo interpretando "Suavemente"

### Premios Especiales
| Premio                       | Candidata                                |
| Nuestra Belleza Fotogenia    | - Sinaloa - Lynette Delgado              |
| Nuestra Belleza Personalidad | - Sinaloa - Lynette Delgado              |
| Señorita Dorian Grey         | - Sinaloa - Lynette Delgado              |
| Mejor Cabello                | - Tamaulipas - Rosa María Aragón         |
| Mejor Piel                   | - Tamaulipas - Rosa María Aragón         |
| Mejor Traje Típico           | - Campeche - "Teocintle, Diosa del Maíz" |

### Competencia en Traje Típico
En esta competencia las concursantes no fueron evaluadas, únicamente los trajes típicos. Es una competencia que muestra la riqueza del país que se encarna en los trajes coloridos y fascinantes hechos por diseñadores mexicanos donde se combina el pasado y el presente de México.
Para la Organización Nuestra Belleza México este evento es muy importante porque se da a conocer el trabajo creativo de los grandes diseñadores mexicanos y también selecciona el traje para representar a México en el Miss Universo.
El diseñador del traje típico ganador recibe el premio "Aguja Diamante".
| Posición      | Estado |
| Traje Ganador | - Campeche - "Teocentli, El Maíz" |
| Top 10        | - Baja California - "Coyoehauxtli" - Chiapas - "Diosa Prehispánica" - Guanajuato - "Xochiquetzalli" - Jalisco - "Charra de Gala Cachiruleado" - Nayarit - "Rurabe" - Oaxaca - "Flor de Piña" - Quintana Roo - "Princesa Caribeña" - Tabasco - "Mariposa Monarca" - Tamaulipas - "Regina" |

| - Aguascalientes - "Catrina" - Baja California - "Coyoehauxtli" - Baja California Sur - "Reina Calafia" - Campeche - "Teocentli, El Maíz" - Chiapas - "Diosa Prehispánica" - Chihuahua - "Frutos de la Tierra" - Coahuila - "Kikapú" - Colima - "Princesa Azteca" - Distrito Federal - "Princesa Maya" - Durango - "Durango Mágico" - Estado de México - "Quihuicolo" - Guanajuato - "Xochiquetzalli" - Guerrero - "Pai-Pai" - Hidalgo - "La Mujer del Valle" - Jalisco - "Charra de Gala Cachiruleado" - Michoacán - "Ceremonial de Michoacán" | - Morelos - "La Hermosa Doncella de Xóchitl" - Nayarit - "Rurabe" - Nuevo León - "Paz Mexicana" - Oaxaca - "Flor de Piña" - Puebla - "China Poblana de Gala" - Querétaro - "Aldeano" - Quintana Roo - "Princesa Caribeña" - San Luis Potosí - "Orígenes de Grandeza" - Sinaloa - "Realeza Mexicana" - Sonora - "Raíces Sonorenses" - Tabasco - "Mariposa Monarca" - Tamaulipas - "Regina" - Tlaxcala - "Huapango" - Yucatán - "Princesa Maya" - Veracruz - "Sinfonía Marina" - Zacatecas - "Zacatecas Tierra Fértil" |

## Candidatas
| Estado              | Candidata                        | Edad | Estatura | Residencia          |
| Aguascalientes      | Yvette Jasmine Roque Ruvalcaba   | 23   | 1.74     | Aguascalientes      |
| Baja California     | Astrid Rosalia Chávez Ramírez    | 21   | 1.73     | Tijuana             |
| Baja California Sur | Clara Sández Avilés              | 21   | 1.80     | La Paz              |
| Campeche            | Jocelyn Selem Trueba             | 20   | 1.70     | Campeche            |
| Chiapas             | Mabell Ortiz Gómez               | 20   | 1.70     | Tuxtla Gutiérrez    |
| Chihuahua           | Mónica Enríquez Rodríguez        | 20   | 1.73     | Chihuahua           |
| Coahuila            | Helga Fernández Ramos            | 22   | 1.75     | Torreón             |
| Colima              | Marcela Bueno Reyes              | 21   | 1.68     | Colima              |
| Distrito Federal    | Danett Velasco Bataller          | 21   | 1.78     | Ciudad de México    |
| Durango             | Verónica Selene Garza Gamero     | 20   | 1.77     | Durango             |
| Estado de México    | Itzanami Bermúdez Sánchez        | 2    | 1.70     | Toluca              |
| Guanajuato          | María Esther Espinosa Martínez   | 20   | 1.74     | Celaya              |
| Guerrero            | Alejandra López Duchesneau       | 21   | 1.72     | Acapulco            |
| Hidalgo             | Monserrat Jaime Flores           | 20   | 1.68     | Tulancingo          |
| Jalisco             | María Pía Marín Gutiérrez        | 21   | 1.73     | Encarnación de Díaz |
| Michoacán           | María Elena Duarte Ramírez       | 23   | 1.76     | Morelia             |
| Morelos             | Graciela Soto Cámara             | 22   | 1.78     | Cuernavaca          |
| Nayarit             | Bertha Guadalupe Tirado Espinoza | 20   | 1.72     | Tepic               |
| Nuevo León          | Vannessa María Valle Yves        | 21   | 1.74     | Monterrey           |
| Oaxaca              | Elsa Aguilar del Puerto          | 20   | 1.71     | Oaxaca              |
| Puebla              | Aurora Lemini Hernández          | 20   | 1.69     | Puebla              |
| Querétaro           | Ericka Thomas Minutti            | 22   | 1.72     | Querétaro           |
| Quintana Roo        | Valeria de Anda González         | 23   | 1.72     | Chetumal            |
| San Luis Potosí     | Ana María Iglesias Núñez         | 21   | 1.69     | San Luis Potosí     |
| Sinaloa             | Lynette Delgado Gastélum         | 22   | 1.73     | Los Mochis          |
| Sonora              | Leticia Judith Murray Acedo      | 20   | 1.78     | Hermosillo          |
| Tabasco             | Ana Marina Valenzuela Riveroll   | 20   | 1.69     | Comalcalco          |
| Tamaulipas          | Rosa María Aragón Herrera        | 22   | 1.73     | Tampico             |
| Tlaxcala            | Ricarda Ramírez Mejía            | 20   | 1.74     | Tlaxcala            |
| Veracruz            | Karla Delgado Hernández          | 20   | 1.72     | Veracruz            |
| Yucatán             | Katty Mirlé Risueño Coello       | 20   | 1.80     | Mérida              |
| Zacatecas           | Sayra Guadalupe Llamas Mojarro   | 20   | 1.74     | Jalpa               |

## Crossovers
| Miss Universo - 2000: Sonora - Leticia Murray Miss Mundo - 1999: Ciudad de México Distrito Federal - Danett Velasco Miss Internacional - 2000: Sonora - Leticia Murray (Top 15) - 1999: Morelos - Graciela Soto - 1999: Sinaloa - Lynette Delgado (No Compitió) Reina Panamericana de la Belleza - 1999: Tamaulipas - Rosa María Aragón Miss Costa Maya International - 2000: Quintana Roo - Valeria de Anda | Nuestra Belleza Jalisco - 1997: Jalisco - Pía Marín Flor Tabasco - 1999: Tabasco - Ana Valenzuela (Top 5) Señorita Turismo Región de los Altos - 1996: Jalisco - Pía Marín (1ª Finalista) Señorita Encarnación de Díaz - 1996: Jalisco - Pía Marín (Ganadora) Embajadora de las Fiestas Patrias - 1995: Jalisco - Pía Marín (Ganadora) Reina de las Fiestas Patronales de Nuestra Señora de la Encarnación - 1996: Jalisco - Pia Marín (Ganadora) |